# Eva
Eva byla podle bible první žena, pramatka lidstva. Příběh Adama a Evy vypráví starozákonní kniha Genesis.

## Jméno
Adam, který dříve pojmenoval všechna zvířata, ji dal jméno žena. V hebrejštině je toto slovo odvozené od „muž“ (íš > íššá) a Adam ho měl zvolit proto, že žena byla stvořena z mužovy kosti. Český ekumenický překlad se tento vztah snaží vystihnout slovy, že ji pojmenoval „mužena“.
Jméno Eva pochází z hebrejského jména חוה (Chava), které se do češtiny dá přeložit jako Živa (život dávající) a dal jí ho později také Adam, protože se stala matkou všech živých.

## Život

### Stvoření
Podle bible Bůh nejprve stvořil muže Adama a z jeho žebra pak stvořil Evu, jeho ženu a společnici, pomoc jemu rovnou.

### V zahradě
Eva žila se svým mužem Adamem v zahradě Eden. Mohli jíst ovoce ze všech stromů, jen  stromu poznání dobrého a zlého uprostřed zahrady se nesměli ani dotknout, jinak zemřou. Had ji však přesvědčoval, aby z něj ovoce jedla, že neumře, ale jako Bůh pozná dobré i zlé. Eva ho poslechla a dala plody i svému muži. V důsledku toho poznali, že jsou nazí, ucítili stud a opásali se spletenými fíkovými listy. Bůh poznal, že jedli ze stromu poznání, protože se před ním kvůli nahotě skrývali. Za to je potrestal smrtelností a vyhnáním z Edenu a Evě řekl, že za trest bude mít porodní bolesti a muž nad ní bude vládnout.

### Po Pádu
Adamovi a Evě se narodili synové Kain a Ábel. Po Ábelově smrti se jim narodil syn Šét, od kterého vedla přímá linie k Noemu. Poté se jim rodili další synové a dcery, které již Bible nezmiňuje jmény.

## Eva v křesťanství
Podle Nového zákona tu na počátku dějin lidstva tedy byl Boží řád pro člověka, který znamenal monogamii ve věrném manželství. Spolu s prvním mužem Adamem na počátku dějin spásy spáchala prvotní hřích, který je dědičný a jsou jím zatížení všichni lidé již od narození. Podle učení o neposkvrněném početí se bez dědičného hříchu narodila Ježíšova matka Maria. Ta byla teologicky chápána jako druhá Eva, což se projevuje např. v ikonografii Immaculaty.

## Eva v mormonismu
Eva je uznávána i v mormonismu. Hraje významnou roli bohyně v teorii Adama-boha.

## Eva v islámu
Eva je ctěna také v Islámu. Korán se nezmiňuje o tom, že by právě ona byla svedena jako první.

## V umění

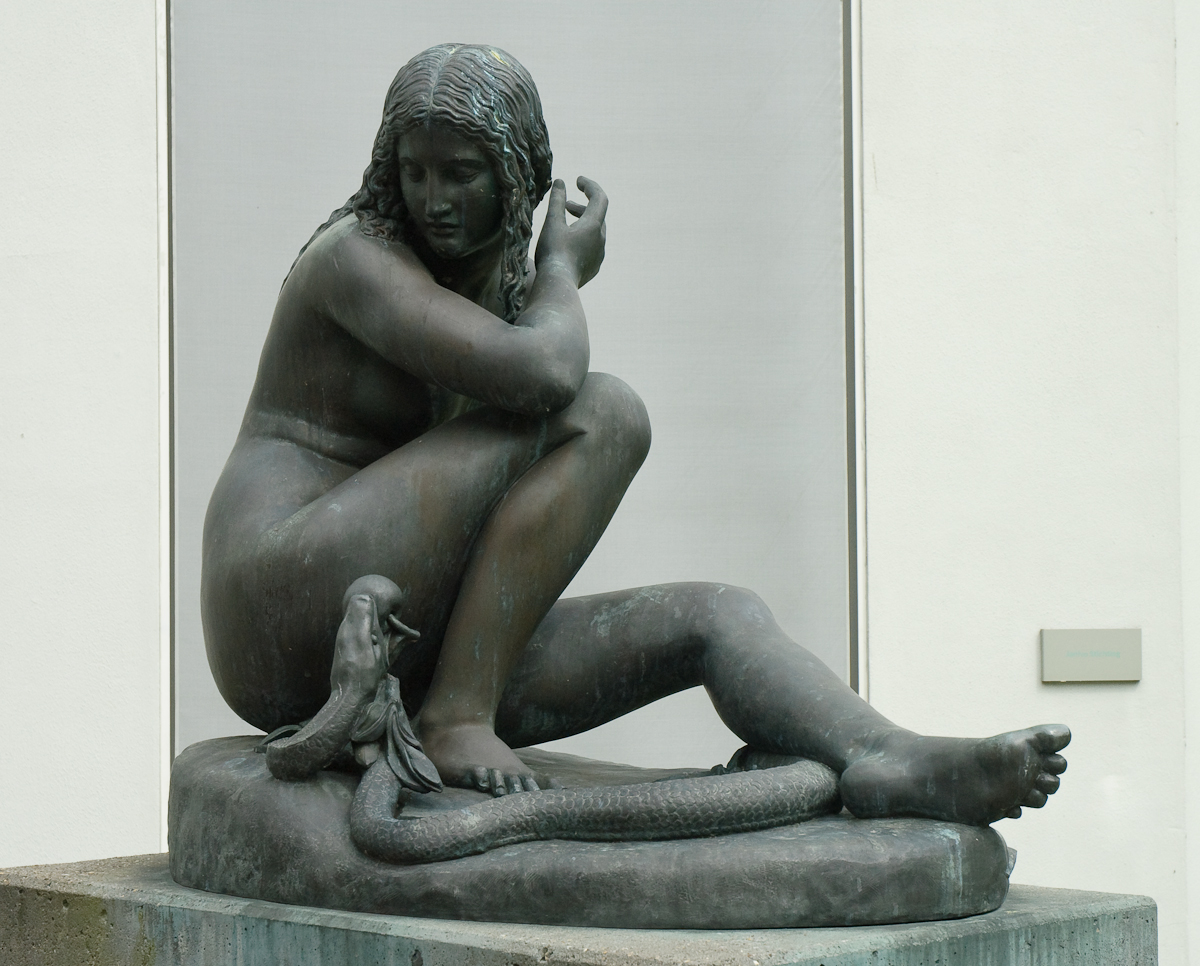
Eva

Eva se zobrazuje nejčastěji nahá s hadem, jablkem a stromem. Častá je také scéna vyhnání z ráje.
Bible blíže nespecifikuje, o jaký strom či ovoce se mělo jednat a v judaismu o tom existují různé tradiční výklady. V křesťanské tradici a umění se začalo zakázané ovoce symbolizovat jablkem. Bylo to zejména pod vlivem antické kultury, kde byla zlatá jablka střežená v zahradě Hesperidek a nejznámější Paridovo jablko se stalo jablkem sváru a příčinou trójské války a zkázy Paridovy Tróji. V západním křesťanství k tomu přispívalo i to, že latinské malum „jablko“ se píše stejně jako slovo „zlo“, které se mj. vyskytuje v označení stromu poznání dobra a zla.